# Champ des Possibles
Le Champ des Possibles est un espace vert naturel situé dans le quartier du Mile End dans l'arrondissement Le Plateau-Mont-Royal à Montréal, Québec (Canada). Situé sur des terrains de la ville de Montréal, il est géré par l'organisme citoyen Les Amis du Champ des Possibles depuis mai 2013.
Le terrain sur lequel se trouve le Champ des Possibles servait pour le triage ferroviaire de trains du Canadien Pacifique de la fin du XIXe siècle jusque dans les années 1980. Après le retrait des rails, le terrain fut laissé en friche.

## Localisation
Le Champ des Possibles occupe environ 9 000 m2 au sud de la voie ferrée du Canadien Pacifique, entre les rues Henri-Julien et de Gaspé. Il est bordé à l'ouest par d'anciens ateliers textiles et à l'est par le Carmel de Montréal.

## Histoire
L'espace occupé par le Champ des Possibles fut une cour de triage du Canadien Pacifique jusqu'à la fin des années 80. La nature sauvage s'y est réinstallée et on a pu y dénombrer quelque 300 espèces végétales et animales, dont des mouffettes, des renards et des faucons pèlerins. Parallèlement, les citoyens du quartier se sont peu à peu réapproprié cette friche industrielle, notamment en y aménageant des jardins potagers, en organisant des concerts, en nettoyant et en entretenant la parcelle.
La ville de Montréal fait l’acquisition du terrain en 2006. En 2007, face à la menace de développements immobiliers sur le site, une résidente du quartier, Emily Rose Michaud, y trace un symbole Roerich, du nom de l'artiste qui fut à l'initiative du Traité concernant la protection des institutions artistiques et des monuments historiques en 1935.
En 2010, une association est créée dans le but de protéger ce qui est déjà nommé le Champ des Possibles. Le 21 mai 2013, le maire de l'arrondissement Plateau-Mont-Royal, Luc Ferrandez, officialise l'existence de cet espace vert et en confie la gestion à l'association des Amis du Champ des Possibles.

Images
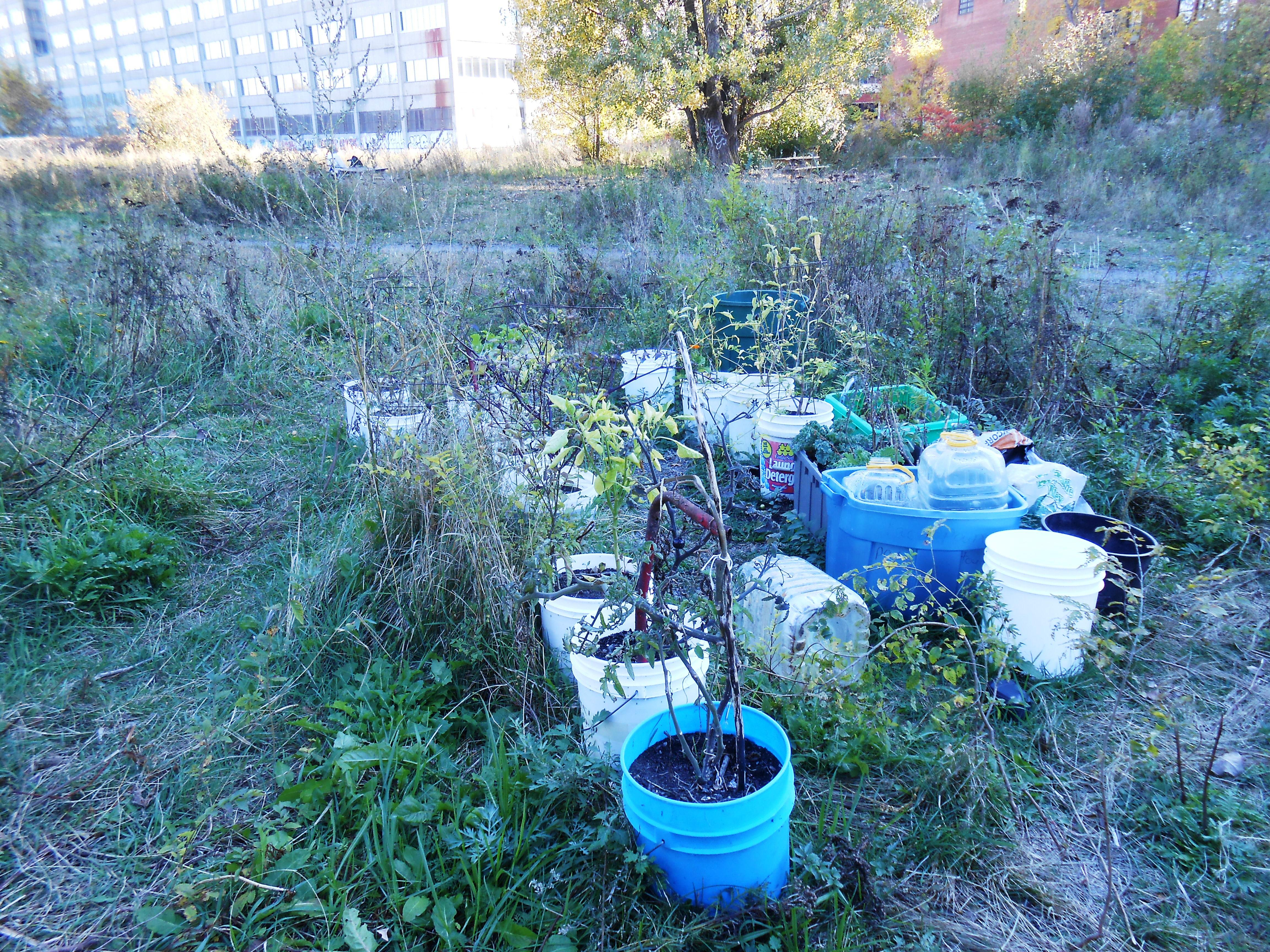
Jardinage
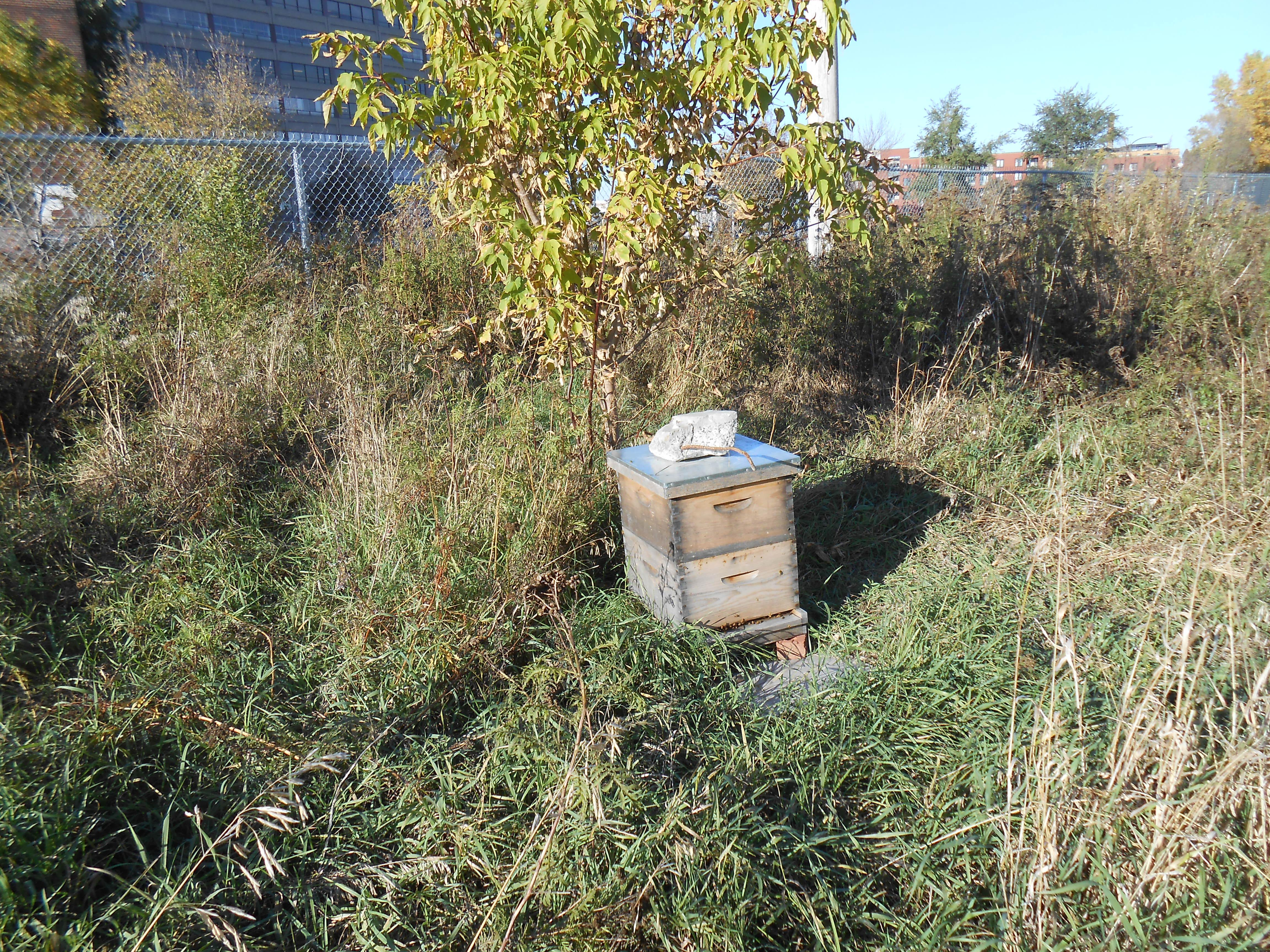
Ruche
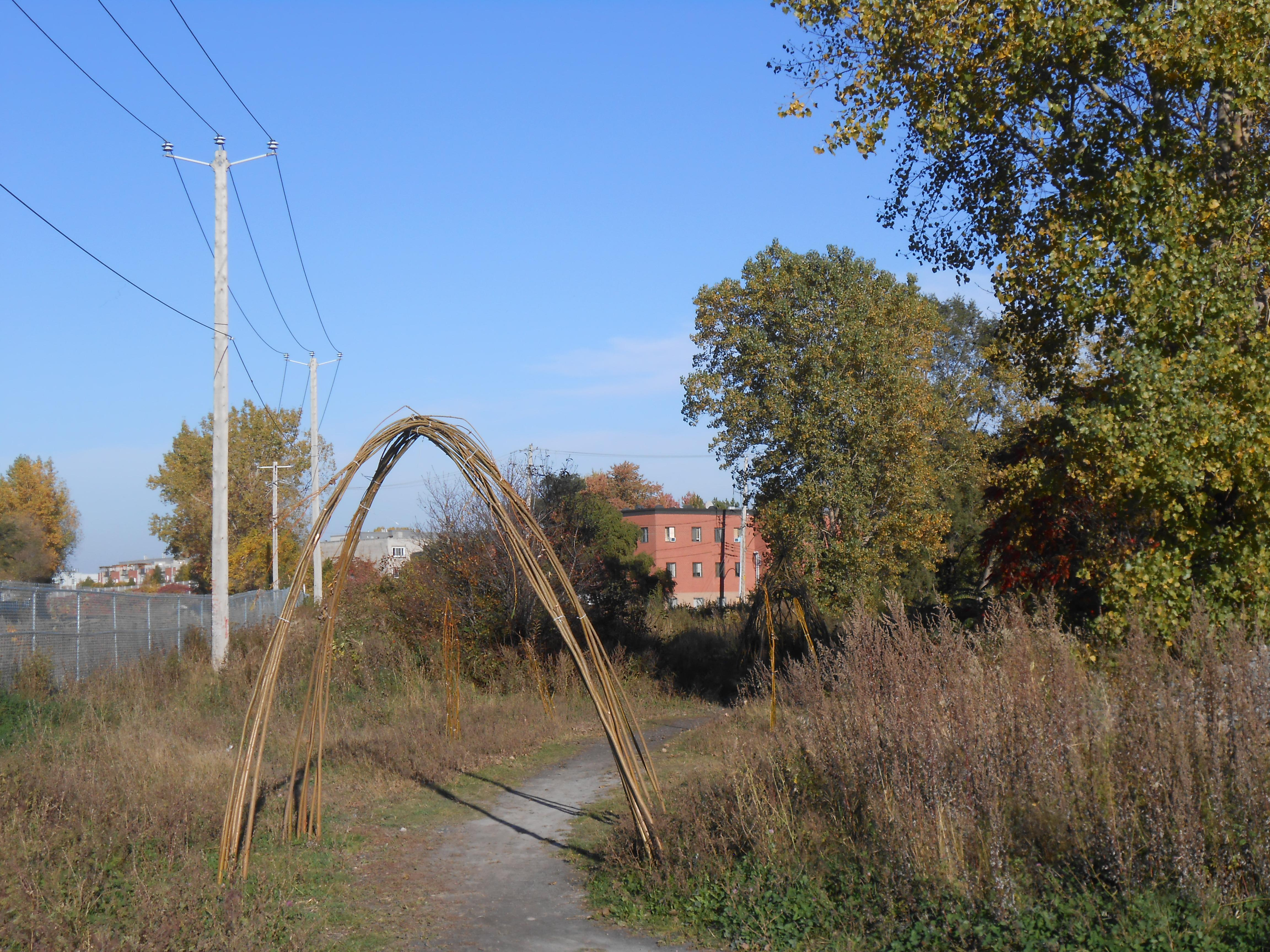
Sculpture
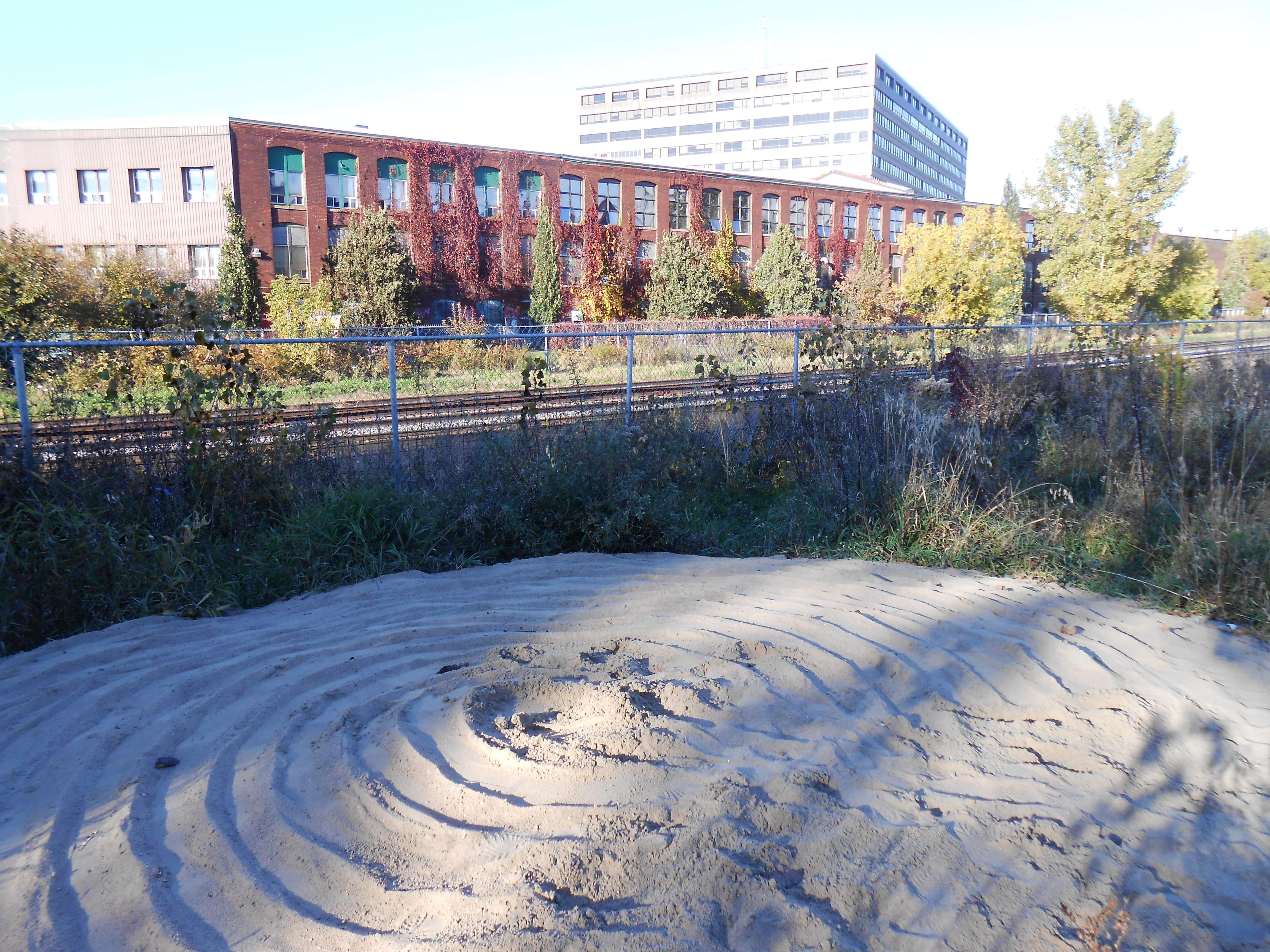
Cercle de sable